# 11e armée de l'air et des forces de défense aérienne
Pour les articles homonymes, voir 11e armée.
La 11e armée de l'air et des forces de défense aérienne de l'ordre du Drapeau rouge (en russe : 11-я Краснознамённая армия ВВС и ПВО) est une formation des forces aérospatiales russes, située dans l'Extrême-Orient russe, dont la zone de responsabilité couvre la région militaire orientale. La 11e armée de l'air et de défense aérienne de l'armée est réformée au sein du district militaire est le 14 août 2015.
La désignation « 11 » pour une formation aérienne de cette taille en Extrême-Orient est introduite pendant la Seconde Guerre mondiale. En août 1942, les forces aériennes de la 2e armée sont rebaptisées 11e armée de l'air. Mais cette formation ne dura que moins de deux ans et demi, car en décembre 1944 celle-ci est réduite sous la forme du 18e corps aérien, qui, en juin 1945, rejoint la 10e armée de l'air.
En avril 1960, la désignation « 11 » est reprise par l'armée indépendante de défense aérienne d'Extrême-Orient. Ainsi, pendant des décennies, les forces aériennes de la région se composent de la 1re armée de l'air des forces aériennes, réformée le 1er juillet 1957 par la fusion de deux armées existantes après des arrangements du commandement supérieur en Extrême-Orient, et de la 11e armée de défense aérienne des forces de défense aérienne soviétiques. En 1998, six ans après la chute de l'Union soviétique, les deux unités sont fusionnées dans la 11e armée de l'air et des forces de défense aérienne, couvrant le district militaire d'Extrême-Orient. L'aviation navale russe remet également sur pied un régiment d'avions intercepteurs Mikoyan MiG-31 sur la péninsule du Kamtchatka, inclus dans la nouvelle force.
La 11e armée de la VVS et PVO est dissoute en 2009, en étant rebaptisée 3e commandement des forces de défense aérienne et aérienne. L'armée est réformée une fois de plus en 2015 à partir du commandement.

## Structure en 2023
- Quartier général de la 11e armée des forces aériennes et de défense aérienne
  - 25e division de défense aérienne, Drapeau rouge de Komsomolskaï (base aérienne de Khourba, Komsomolsk-sur-l'Amour, kraï de Khabarovsk)[3]
    - 1529e régiment de missiles anti-aériens (Khabarovsk), système S-400
    - 1530e régiment de missiles anti-aériens (Bolshaya Kartel, kraï de Khabarovsk), système S-400[4] (à partir de 2018)
    - 38e brigade de défense aérienne (Birobidjan), systèmes S-300 V4 de la brigade déployés à Itouroup[5]

  - 26e division de défense aérienne (Tchita, kraï de Transbaïkalie)
    - 1723e régiment de missiles anti-aériens (Kachtak), système S-300PS[3]

  - 53e division de défense aérienne (Ielizovo)
    - 1532e régiment de missiles surface-air (système S-400 à partir de 2018[1])

  - 93e division de défense aérienne (Vladivostok, kraï du Primorié)[3]
    - 1533e régiment de missiles anti-aériens (Vladivostok), systèmes S-400/S-300V/ Pantsir-S2
    - 589e régiment de missiles anti-aériens (Nakhodka), système S-400/Pantsir

  - 1724e régiment de missiles anti-aériens (Ioujno-Sakhalinsk, oblast de Sakhaline), système S-400 signalé[6]
  - 303e division aérienne mixte (Khourba, kraï de Khabarovsk)
    - 23e régiment d'aviation de chasse de la Garde (aéroport de Dzyomgi) (deux escadrons : Su-35 S ; un escadron déployé à la base aérienne d'Iasny sur l'île d'Itouroup[4],[7] à partir de 2019)
    - 22e régiment d'aviation de chasse (aérodrome d'Ouglovoïe) (deux escadrons : Mig-31 BM/BSM ; un escadron : Su-35S[7] en 2019)
    - 277e régiment d'aviation de bombardiers de la Garde (Khourba) (deux escadrons : Su-34[7] en 2019)
    - 18e régiment d'aviation d'assaut de la Garde (base aérienne Chernigovka) (réformé en 2013 à Tchernigovka ; deux escadrons : Su-25 « Frogfoot » en 2019[7])
    - 120e régiment indépendant d'aviation de chasse de la Garde (Domna, kraï de Transbaïkalie), (deux escadrons : Su-30 SM[7] en 2019)
    - 266e régiment d'aviation d'assaut de la Garde (base aérienne de Step), (deux escadrons : Su-25[7] en 2019)
    - 799e escadron d'aviation de reconnaissance (base aérienne de Vozdvizhenka), (Su-24[7] en 2019)

  - 18e brigade d'aviation de l'armée de la Garde, anciennement la 573e base d'aviation de l'armée (2e classe), (aérodrome de Bolchoï, Khabarovsk-Tsentralny, kraï de Khaborovsk)
  - 112e régiment d'hélicoptères
  - 319e régiment d'hélicoptères (anciennement la 575e base d'aviation de l'armée (2e classe), (base aérienne de Tchernigovka)

Des chasseurs MiG-31BM supplémentaires dans le district militaire est sont déployés dans le cadre de la flotte du Pacifique.
Bombardiers Tu-95 MS et Tu-22M 3 (y compris avec Kh-47M2 Kinjal) déployés dans le cadre de l'aviation russe à long rayon d'action, notamment basés à Ukrainka dans le district militaire est (à partir de 2016).